# Открытый чемпионат Валенсии по теннису
Открытый чемпионат Валенсии — мужской международный теннисный турнир, проводившийся в одноимённом городе в Испании в октябре на крытых хардовых кортах комплекса «Город искусств и наук». В 2015 году турнир относился к категории ATP 250, с призовым фондом около 604 тысяч евро и турнирной сеткой, рассчитанной на 28 участника в одиночном разряде и 16 пар.

## Общая информация
История турнира в Валенсии начинается накануне сезона-1995, когда местным организаторам удалось выкупить себе лицензию соревнования базовой категории основного тура ассоциации, ранее принадлежавшую турниру в Афинах. Впрочем и в Испании приз долго искал постоянных организаторов, готовых из сезона в сезон обеспечивать стабильное финансирование: в 1996 году чемпионат переехал на два сезона в Марбелью, в 1998 — на пять сезонов на Мальорку и лишь в 2003 году вновь вернулся в Валенсию где и проводится до сих пор. Первые турниры проходили на грунте, а с 2009 года, когда организаторам удалось повысить категорию своего турнира на одну ступень градации, турнир переведён в зал — на хардовое покрытие. В 1995-99 годах соревнование входило в осеннюю грунтовую серию, в 2000-08 годах проводилось весной, а с 2009 года турнир входит в позднеосеннюю зальную серию. В 2015 году статус турнира был понижен с ATP 500 до ATP 250 и это стал последний розыгрыш турнира.
Победители и финалисты
Самым успешным теннисистом в истории одиночного соревнования является испанец Давид Феррер — пять раз добиравшийся до титульного матча и выигравший три титула. По два титула на счету Хуана Карлоса Ферреро, Николаса Альмагро и Энди Маррея. Парный приз более разнообразен в части победителей и ни одному теннисисту не удалось его выиграть более двух раз: именно столько титулов на счету Томаса Карбонелла, Лукаса Арнольда Кера, Мартина Родригеса, Бруно Соареса и Александра Пейи. Единственным теннисистом, выигрывавшим валенсийский турнир и в одиночном и в парном разряде, является Энди Маррей.

## Финалы турнира
| Год      | Чемпион                 | Финалист              | Счёт              |
| -------- | ----------------------- | --------------------- | ----------------- |
| Валенсия |                         |                       |                   |
| 2015     | Жуан Соуза              | Роберто Баутиста Агут | 3-6 6-3 6-4       |
| 2014     | Энди Маррей (2)         | Томми Робредо         | 3-6 7-6(7) 7-6(8) |
| 2013     | Михаил Южный            | Давид Феррер          | 6-3 7-5           |
| 2012     | Давид Феррер (3)        | Александр Долгополов  | 6-1 3-6 6-4       |
| 2011     | Марсель Гранольерс      | Хуан Монако           | 6-2 4-6 7-6(3)    |
| 2010     | Давид Феррер (2)        | Марсель Гранольерс    | 7-5 6-3           |
| 2009     | Энди Маррей             | Михаил Южный          | 6-3 6-2           |
| 2008     | Давид Феррер            | Николас Альмагро      | 4-6 6-2 7-6(2)    |
| 2007     | Николас Альмагро (2)    | Потито Стараче        | 4-6 6-2 6-1       |
| 2006     | Николас Альмагро        | Жиль Симон            | 6-2 6-3           |
| 2005     | Игорь Андреев           | Давид Феррер          | 6-3 5-7 6-3       |
| 2004     | Фернандо Вердаско       | Альберт Монтаньес     | 7-6(5) 6-3        |
| 2003     | Хуан Карлос Ферреро (2) | Кристоф Рохус         | 6-2 6-4           |
| Мальорка |                         |                       |                   |
| 2002     | Гастон Гаудио           | Яркко Ниеминен        | 6-2 6-3           |
| 2001     | Альберто Мартин         | Гильермо Кориа        | 6-3 3-6 6-2       |
| 2000     | Марат Сафин             | Микаэль Тиллстрём     | 6-4 6-3           |
| 1999     | Хуан Карлос Ферреро     | Алекс Корретха        | 2-6 7-5 6-3       |
| 1998     | Густаво Куэртен         | Карлос Мойя           | 6-7(5) 6-2 6-3    |
| Марбелья |                         |                       |                   |
| 1997     | Альберт Коста           | Альберто Берасатеги   | 6-3 6-2           |
| 1996     | Марк-Кевин Гёлльнер     | Алекс Корретха        | 7-6(4) 7-6(2)     |
| Валенсия |                         |                       |                   |
| 1995     | Шенг Схалкен            | Гильберт Шаллер       | 6-4 6-2           |

| Год  | Победители                            | Финалисты                          | Счёт                  |
| ---- | ------------------------------------- | ---------------------------------- | --------------------- |
| 2015 | Эрик Буторак Скотт Липски             | Фелисиано Лопес Максим Мирный      | 7-6(4) 6-3            |
| 2014 | Жан-Жюльен Ройер Хория Текэу          | Кевин Андерсон Жереми Шарди        | 6-4 6-2               |
| 2013 | Александр Пейя (2) Бруно Соарес (2)   | Боб Брайан Майк Брайан             | 7-6(3) 6-7(1) [13-11] |
| 2012 | Александр Пейя Бруно Соарес           | Давид Марреро Фернандо Вердаско    | 6-3 6-2               |
| 2011 | Боб Брайан Майк Брайан                | Эрик Буторак Жан-Жюльен Ройер      | 6-4 7-6(9)            |
| 2010 | Джейми Маррей Энди Маррей             | Махеш Бхупати Максим Мирный        | 7-6(8) 5-7 [10-7]     |
| 2009 | Михал Мертиняк Франтишек Чермак       | Марсель Гранольерс Томми Робредо   | 6-4 6-3               |
| 2008 | Максимо Гонсалес Хуан Монако          | Филип Полашек Трэвис Пэрротт       | 7-5 7-5               |
| 2007 | Уэсли Муди Тодд Перри                 | Ив Аллегро Себастьян Прието        | 7-5 7-5               |
| 2006 | Давид Шкох Томаш Зиб                  | Лукаш Длоуги Павел Визнер          | 6-4 6-3               |
| 2005 | Фернандо Гонсалес Мартин Родригес (2) | Лукас Арнольд Кер Мариано Худ      | 6-4 6-4               |
| 2004 | Гастон Этлис Мартин Родригес          | Марк Лопес Фелисиано Лопес         | 7-5 7-6(5)            |
| 2003 | Лукас Арнольд Кер (2) Мариано Худ     | Брайан Макфи Ненад Зимонич         | 6-1 6-7(7) 6-4        |
| 2002 | Махеш Бхупати Леандер Паес            | Михаэль Кольманн Юлиан Ноул        | 6-2 6-4               |
| 2001 | Дональд Джонсон Джаред Палмер         | Франсиско Роиг Фелисиано Лопес     | 7-5 6-3               |
| 2000 | Микаэль Льодра Диего Наргизо          | Альберто Мартин Фернандо Висенте   | 7-6(2) 7-6(3)         |
| 1999 | Лукас Арнольд Кер Томас Карбонелл (2) | Альберто Берасатеги Франсиско Роиг | 6-1 6-4               |
| 1998 | Пабло Альбано Даниэль Орсанич         | Иржи Новак Давид Рикл              | 7-6(9) 6-3            |
| 1997 | Карим Алами Хулиан Алонсо             | Альберто Берасатеги Хорди Бурильо  | 4-6 6-3 6-0           |
| 1996 | Эндрю Кратцман Джек Уэйт              | Пабло Альбано Лукас Арнольд Кер    | 6-7 6-3 6-4           |
| 1995 | Томас Карбонелл Франсиско Роиг        | Том Кемперс Джек Уэйт              | 7-5 6-3               |